# Фудбалска репрезентација Гренаде
Фудбалска репрезентација Гренаде (енгл. Grenada national football team) је фудбалски тим који представља Гренаду на међународним такмичењима под контролом Фудбалског савеза Гренаде који се налази у оквиру Карипске фудбалске уније и Конкакаф-а. Такође је члан ФИФА.
Гренада се никада није квалификовала за Светско првенство, али су 1989. и 2008. заузели друго место на Карипском купу. Њихово друго место на Купу Кариба 2008. године донело је Гренади прве квалификације за велико међународно такмичење, Конкакафов златни куп 2009. године.

## Такмичарска достигнућа

### Светско првенство
| Светско првенство у фудбалу | Светско првенство у фудбалу | Светско првенство у фудбалу | Светско првенство у фудбалу | Светско првенство у фудбалу | Светско првенство у фудбалу | Светско првенство у фудбалу | Светско првенство у фудбалу | Светско првенство у фудбалу |                     | Квалификације за Светско првенство у фудбалу | Квалификације за Светско првенство у фудбалу | Квалификације за Светско првенство у фудбалу | Квалификације за Светско првенство у фудбалу | Квалификације за Светско првенство у фудбалу | Квалификације за Светско првенство у фудбалу |
| Година                      | Коло                        | Позиција                    | Ута                         | П                           | Н*                          | И                           | ГД                          | ГП                          | Ута                 | П                                            | Н*                                           | И                                            | ГД                                           | ГП                                           |                                              |
| --------------------------- | --------------------------- | --------------------------- | --------------------------- | --------------------------- | --------------------------- | --------------------------- | --------------------------- | --------------------------- | ------------------- | -------------------------------------------- | -------------------------------------------- | -------------------------------------------- | -------------------------------------------- | -------------------------------------------- | -------------------------------------------- |
| 1930.                       | Није учествовала            | Није учествовала            | Није учествовала            | Није учествовала            | Није учествовала            | Није учествовала            | Није учествовала            | Није учествовала            | Одбила да учествује | Одбила да учествује                          | Одбила да учествује                          | Одбила да учествује                          | Одбила да учествује                          | Одбила да учествује                          |                                              |
| 1934.                       | Није учествовала            | Није учествовала            | Није учествовала            | Није учествовала            | Није учествовала            | Није учествовала            | Није учествовала            | Није учествовала            | Одбила да учествује | Одбила да учествује                          | Одбила да учествује                          | Одбила да учествује                          | Одбила да учествује                          | Одбила да учествује                          |                                              |
| 1938.                       | Није учествовала            | Није учествовала            | Није учествовала            | Није учествовала            | Није учествовала            | Није учествовала            | Није учествовала            | Није учествовала            | Одбила да учествује | Одбила да учествује                          | Одбила да учествује                          | Одбила да учествује                          | Одбила да учествује                          | Одбила да учествује                          |                                              |
| 1950.                       | Није учествовала            | Није учествовала            | Није учествовала            | Није учествовала            | Није учествовала            | Није учествовала            | Није учествовала            | Није учествовала            | Одбила да учествује | Одбила да учествује                          | Одбила да учествује                          | Одбила да учествује                          | Одбила да учествује                          | Одбила да учествује                          |                                              |
| 1954.                       | Није учествовала            | Није учествовала            | Није учествовала            | Није учествовала            | Није учествовала            | Није учествовала            | Није учествовала            | Није учествовала            | Одбила да учествује | Одбила да учествује                          | Одбила да учествује                          | Одбила да учествује                          | Одбила да учествује                          | Одбила да учествује                          |                                              |
| 1958.                       | Није учествовала            | Није учествовала            | Није учествовала            | Није учествовала            | Није учествовала            | Није учествовала            | Није учествовала            | Није учествовала            | Одбила да учествује | Одбила да учествује                          | Одбила да учествује                          | Одбила да учествује                          | Одбила да учествује                          | Одбила да учествује                          |                                              |
| 1962.                       | Није учествовала            | Није учествовала            | Није учествовала            | Није учествовала            | Није учествовала            | Није учествовала            | Није учествовала            | Није учествовала            | Одбила да учествује | Одбила да учествује                          | Одбила да учествује                          | Одбила да учествује                          | Одбила да учествује                          | Одбила да учествује                          |                                              |
| 1966.                       | Није учествовала            | Није учествовала            | Није учествовала            | Није учествовала            | Није учествовала            | Није учествовала            | Није учествовала            | Није учествовала            | Одбила да учествује | Одбила да учествује                          | Одбила да учествује                          | Одбила да учествује                          | Одбила да учествује                          | Одбила да учествује                          |                                              |
| 1970.                       | Није учествовала            | Није учествовала            | Није учествовала            | Није учествовала            | Није учествовала            | Није учествовала            | Није учествовала            | Није учествовала            | Одбила да учествује | Одбила да учествује                          | Одбила да учествује                          | Одбила да учествује                          | Одбила да учествује                          | Одбила да учествује                          |                                              |
| 1974.                       | Није учествовала            | Није учествовала            | Није учествовала            | Није учествовала            | Није учествовала            | Није учествовала            | Није учествовала            | Није учествовала            | Одбила да учествује | Одбила да учествује                          | Одбила да учествује                          | Одбила да учествује                          | Одбила да учествује                          | Одбила да учествује                          |                                              |
| 1978.                       | Није учествовала            | Није учествовала            | Није учествовала            | Није учествовала            | Није учествовала            | Није учествовала            | Није учествовала            | Није учествовала            | Одбила да учествује | Одбила да учествује                          | Одбила да учествује                          | Одбила да учествује                          | Одбила да учествује                          | Одбила да учествује                          |                                              |
| 1982.                       | Није се квалификовала       | Није се квалификовала       | Није се квалификовала       | Није се квалификовала       | Није се квалификовала       | Није се квалификовала       | Није се квалификовала       | Није се квалификовала       | 2                   | 0                                            | 0                                            | 2                                            | 4                                            | 8                                            |                                              |
| 1986.                       | Одустала                    | Одустала                    | Одустала                    | Одустала                    | Одустала                    | Одустала                    | Одустала                    | Одустала                    | Одустала            | Одустала                                     | Одустала                                     | Одустала                                     | Одустала                                     | Одустала                                     |                                              |
| 1990.                       | Није учествовала            | Није учествовала            | Није учествовала            | Није учествовала            | Није учествовала            | Није учествовала            | Није учествовала            | Није учествовала            | Одбила да учествује | Одбила да учествује                          | Одбила да учествује                          | Одбила да учествује                          | Одбила да учествује                          | Одбила да учествује                          |                                              |
| 1994.                       | Није учествовала            | Није учествовала            | Није учествовала            | Није учествовала            | Није учествовала            | Није учествовала            | Није учествовала            | Није учествовала            | Одбила да учествује | Одбила да учествује                          | Одбила да учествује                          | Одбила да учествује                          | Одбила да учествује                          | Одбила да учествује                          |                                              |
| 1998.                       | Није се квалификовала       | Није се квалификовала       | Није се квалификовала       | Није се квалификовала       | Није се квалификовала       | Није се квалификовала       | Није се квалификовала       | Није се квалификовала       | 2                   | 0                                            | 0                                            | 2                                            | 1                                            | 7                                            |                                              |
| 2002.                       | Није се квалификовала       | Није се квалификовала       | Није се квалификовала       | Није се квалификовала       | Није се квалификовала       | Није се квалификовала       | Није се квалификовала       | Није се квалификовала       | 2                   | 0                                            | 1                                            | 1                                            | 4                                            | 5                                            |                                              |
| 2006.                       | Није се квалификовала       | Није се квалификовала       | Није се квалификовала       | Није се квалификовала       | Није се квалификовала       | Није се квалификовала       | Није се квалификовала       | Није се квалификовала       | 4                   | 2                                            | 0                                            | 2                                            | 10                                           | 7                                            |                                              |
| 2010.                       | Није се квалификовала       | Није се квалификовала       | Није се квалификовала       | Није се квалификовала       | Није се квалификовала       | Није се квалификовала       | Није се квалификовала       | Није се квалификовала       | 3                   | 1                                            | 1                                            | 1                                            | 12                                           | 5                                            |                                              |
| 2014.                       | Није се квалификовала       | Није се квалификовала       | Није се квалификовала       | Није се квалификовала       | Није се квалификовала       | Није се квалификовала       | Није се квалификовала       | Није се квалификовала       | 6                   | 1                                            | 1                                            | 4                                            | 7                                            | 14                                           |                                              |
| 2018.                       | Није се квалификовала       | Није се квалификовала       | Није се квалификовала       | Није се квалификовала       | Није се квалификовала       | Није се квалификовала       | Није се квалификовала       | Није се квалификовала       | 4                   | 1                                            | 0                                            | 3                                            | 3                                            | 7                                            |                                              |
| 2022.                       | Није се квалификовала       | Није се квалификовала       | Није се квалификовала       | Није се квалификовала       | Није се квалификовала       | Није се квалификовала       | Није се квалификовала       | Није се квалификовала       | 4                   | 1                                            | 0                                            | 3                                            | 2                                            | 5                                            |                                              |
| 2026.                       | У току                      | У току                      | У току                      | У току                      | У току                      | У току                      | У току                      | У току                      | У току              | У току                                       | У току                                       | У току                                       | У току                                       | У току                                       |                                              |
| Укупно                      | –                           | 0/22                        | –                           | –                           | –                           | –                           | –                           | –                           | 25                  | 6                                            | 2                                            | 17                                           | 39                                           | 53                                           |                                              |

### Конкакафов златни куп
| Конкакафов златни куп | Конкакафов златни куп | Конкакафов златни куп | Конкакафов златни куп | Конкакафов златни куп | Конкакафов златни куп | Конкакафов златни куп | Конкакафов златни куп | Конкакафов златни куп |
| Година                | Коло                  | Позиција              | Ута.                  | Поб.                  | Нер.                  | Изг.                  | ГД                    | ГП                    |
| --------------------- | --------------------- | --------------------- | --------------------- | --------------------- | --------------------- | --------------------- | --------------------- | --------------------- |
| 1991.                 | Није учествовала      | Није учествовала      | Није учествовала      | Није учествовала      | Није учествовала      | Није учествовала      | Није учествовала      | Није учествовала      |
| 1993. to 2007.        | Није се квалификовала | Није се квалификовала | Није се квалификовала | Није се квалификовала | Није се квалификовала | Није се квалификовала | Није се квалификовала | Није се квалификовала |
| 2009.                 | Групна фаза           | 12.                   | 3                     | 0                     | 0                     | 3                     | 0                     | 10                    |
| 2011.                 | Групна фаза           | 11.                   | 3                     | 0                     | 0                     | 3                     | 1                     | 15                    |
| 2013. до 2019.        | Није се квалификовала | Није се квалификовала | Није се квалификовала | Није се квалификовала | Није се квалификовала | Није се квалификовала | Није се квалификовала | Није се квалификовала |
| 2021.                 | Групна фаза           | 16.                   | 3                     | 0                     | 0                     | 3                     | 1                     | 11                    |
| Укупно                | Групна фаза           | 3/16                  | 9                     | 0                     | 0                     | 9                     | 2                     | 36                    |